# Pedro María Artola
Pedro María Artola Urrutia (* 6. September 1948 in Andoain, Provinz Gipuzkoa) ist ein ehemaliger spanischer Fußballspieler.

## Spielerkarriere
Artola begann seine Torhüterkarriere bei der zweiten Mannschaft von Real Sociedad San Sebastián 1967. 1973 kam er in die erste Mannschaft und blieb dort zwei Jahre, ehe er zum spanischen Großklub FC Barcelona wechselte. In neun Jahren in Katalonien gewann der Baske dreimal den spanischen Pokal und einmal den spanischen Supercup. Weiters gewann er in der Saison 1978/79 im Finale gegen Fortuna Düsseldorf den Europapokal der Pokalsieger. Diesen Erfolg konnte Artola, diesmal als Ersatztorhüter, in der Saison 1981/82 wiederholen. 1978 wurde er als bester Goalie der spanischen Liga ausgezeichnet. Artola beendete seine Karriere 1984.
International spielte er zwar nie für die spanische Nationalmannschaft, war jedoch Ersatztorhüter bei der Fußball-Europameisterschaft 1980 in Italien. Spanien schied in der Gruppenphase als Gruppenletzter aus.

## Erfolge
- dreimal spanischer Pokalsieger (1978, 1981, 1983)
- einmal spanischer Supercup (1983)
- zweimal Europapokal der Pokalsieger (1979, 1982)
- Bester Torhüter der spanischen Liga (1978)